# Комиссарова, Кристина Олеговна
Кристина Олеговна Комиссарова (24 февраля 2001, Тольятти, Самарская область) — российская футболистка, нападающая клуба «Динамо» (Москва) и сборной России.

## Биография
Воспитанница «Академии футбола имени Юрия Коноплева» (Тольятти), первый тренер — Владимир Романенко. Затем перешла в школу «Чертаново». В 2017 году стала серебряным призёром Спартакиады учащихся России (среди команд 2000 г.р.) в составе сборной Москвы и была признана лучшим игроком своей команды.
На взрослом уровне начала выступать в 2017 году в московском клубе «Чертаново» в высшей лиге России. Первый матч сыграла 24 апреля 2017 года против пермской «Звезды-2005», а первый гол забила 15 июня 2017 года в ворота «Енисея». Становилась бронзовым (2017) и серебряным (2018) призёром чемпионата России, финалистом Кубка России (2017). В 2019 году стала лучшим бомбардиром своей команды (6 голов).
В сезоне 2019/20 гг.  забила единственный на сегодняшний день гол «Чертаново» в розыгрышах Лиги чемпионов УЕФА — в ворота шотландского «Глазго Сити». После травмы, полученной в апреле 2021 года в матче против ЦСКА, пропустила оставшуюся часть сезона 2021.
17 января 2022 года подписала контракт с московским «Динамо», где стала капитаном Молодёжной команды. 30 апреля 2022 года забила свой первый гол за «Динамо» в официальных матчах – в ворота ЖФК «Рязань-ВДВ» (2:1).  В первом же сезоне за «Динамо» стала лучшим бомбардиром команды, сделала хет-трик и четыре дубля, а также реализовала первый в истории команды пенальти. По итогам голосования болельщиков была признана лучшим игроком «Динамо» в сентябре 2022 года. По итогам сезона-2022 была признана болельщиками лучшим игроком «Динамо», а по опросу главных тренеров клубов Молодёжной лиги – лучшим игроком сезона.
Выступала за юниорскую и молодёжную сборную России. В национальной сборной России дебютировала 23 ноября 2017 года в товарищеском матче против Бельгии, отыграв первый тайм.

## Командная статистика
| Выступление      | Выступление      | Выступление      | Чемпионат | Чемпионат | Кубок | Кубок | Еврокубки | Еврокубки | Итого | Итого |
| Клуб             | Лига             | Сезон            | Игры      | Голы      | Игры  | Голы  | Игры      | Голы      | Игры  | Голы  |
| ---------------- | ---------------- | ---------------- | --------- | --------- | ----- | ----- | --------- | --------- | ----- | ----- |
| Чертаново        | высшая           | 2017             | 13        | 2         | 3     | 2     | —         | —         | 16    | 4     |
| Чертаново        | высшая           | 2018             | 13        | 1         | 4     | 0     | —         | —         | 17    | 1     |
| Чертаново        | высшая           | 2019             | 18        | 6         | 3     | 0     | 2         | 1         | 23    | 7     |
| Чертаново        | высшая           | 2020             | 12        | 2         | —     | —     | —         | —         | 12    | 2     |
| Чертаново        | высшая           | 2021             | 5         | 1         | —     | —     | —         | —         | 5     | 1     |
| Чертаново        | Итого            | Итого            | 61        | 12        | 10    | 2     | 2         | 1         | 73    | 15    |
| Динамо (Москва)  | высшая           | 2023             | 14        | 2         | 2     | 0     | —         | —         | 16    | 2     |
| Динамо (Москва)  | высшая           | 2024             | 21        | 6         | 2     | 1     | —         | —         | 23    | 7     |
| Динамо (Москва)  | Итого            | Итого            | 35        | 8         | 4     | 1     | —         | —         | 39    | 9     |
| Всего за карьеру | Всего за карьеру | Всего за карьеру | 96        | 20        | 14    | 3     | 2         | 1         | 112   | 24    |